# Bahnstrecke Walburg–Großalmerode West
| Der ehemalige Bahnhof in Epterode | |                       |                       |
| Streckennummer (DB): | 259 (1973) |                       |                       |
| Streckennummer: | 3920 |                       |                       |
| Kursbuchstrecke: | 178c (1934) 178d (Walburg (Hess Nass) – Velmeden 1934) 202n (1946) 202m (Walburg (Hess Nass) – Velmeden 1946) |                       |                       |
| Streckenlänge: | 8 km |                       |                       |
| Spurweite: | 1435 mm (Normalspur)                                                                                          |                       |                       |
| | |                       |                       |
| \| \| \| von Kassel Hbf \| \| \| \| 0,0 \| Walburg (Hess-Nass) \| Walburg (Hess-Nass) \| \| \| \| nach Waldkappel \| \| \| \| 2,0 \| Velmeden \| Velmeden \| \| \| \| nach Großalmerode Ost \| \| \| \| 3,4 \| Steinholz \| Steinholz \| \| \| \| nach Hirschhagen \| \| \| \| 4,8 \| Rommerode \| Rommerode \| \| \| 6,1 \| Epterode \| Epterode \| \| \| 8,0 \| Großalmerode West \| Großalmerode West \| | |                       |                       |
| Strecke (außer Betrieb) | | von Kassel Hbf        | von Kassel Hbf        |
| Bahnhof (Strecke außer Betrieb) | 0,0 | Walburg (Hess-Nass)   | Walburg (Hess-Nass)   |
| Abzweig geradeaus und nach rechts (Strecke außer Betrieb) | | nach Waldkappel       | nach Waldkappel       |
| Bahnhof (Strecke außer Betrieb) | 2,0 | Velmeden              | Velmeden              |
| Abzweig geradeaus und nach rechts (Strecke außer Betrieb) | | nach Großalmerode Ost | nach Großalmerode Ost |
| Bahnhof (Strecke außer Betrieb) | 3,4 | Steinholz             | Steinholz             |
| Abzweig geradeaus und nach links (Strecke außer Betrieb) | | nach Hirschhagen      | nach Hirschhagen      |
| Bahnhof (Strecke außer Betrieb) | 4,8 | Rommerode             | Rommerode             |
| Bahnhof (Strecke außer Betrieb) | 6,1 | Epterode              | Epterode              |
| Kopfbahnhof Streckenende (Strecke außer Betrieb) | 8,0 | Großalmerode West     | Großalmerode West     |

Die  Bahnstrecke Walburg–Großalmerode West war eine Nebenbahn in Hessen. Sie zweigte in Walburg von der Bahnstrecke Kassel–Waldkappel ab und führte nach Großalmerode.

## Geschichte
Mit der Eröffnung der Bahnstrecke Kassel–Waldkappel entstand der Bedarf, die nahe gelegene Braunkohlenzeche Hirschberg bei Epterode zum Abtransport der geförderten Rohstoffe an die neue Bahnlinie anzubinden. Man wählte eine Trasse, die bei Walburg von der Lossetalbahn abzweigen sollte. Bis Epterode wurde die Strecke am 27. März 1883 eröffnet, das Reststück nach Großalmerode West folgte am 1. Februar 1884. Ab 1915 zweigte im Bahnhof Velmeden die Gelstertalbahn ab, die über Großalmerode-Ost und Witzenhausen-Süd zum Bahnhof Eichenberg an der Bahnstrecke Göttingen–Bebra führte.
1935 wurde zwischen den Bahnhöfen Velmeden und Rommerode der Abzweigbahnhof Steinholz gebaut und von diesem eine 7,8 Kilometer lange Anschlussbahn zur Sprengstofffabrik Hessisch Lichtenau, welche von einer etwa sieben Kilometer langen Ringbahn umgeben wurde. Nach Kriegsende wurde die Bahnstrecke Steinholz–Hirschhagen teilweise abgebaut und der verbliebene Rest zur Erschließung des aus dem Rüstungsbetrieb hervorgegangenen Industriegebietes Hirschhagen genutzt.
Für den Personenverkehr wurde die Strecke Walburg–Großalmerode West am 3. Juni 1973 stillgelegt. Der Güterverkehr zwischen Großalmerode West und Epterode, der zuletzt noch die Tonfabrik in Großalmerode bediente, wurde am 1. September 1994 beendet. Der zuletzt noch zwischen Walburg und Epterode aufrechterhaltene Güterverkehr auf der Bahnstrecke Walburg–Großalmerode West wurde mit Schließung der Zeche Hirschberg in Epterode am 15. Dezember 2002 eingestellt. Im Sommer 2003 wurde der markante Kohlebunker im Bahnhof Epterode abgerissen.

## Fahrzeugeinsatz
In den letzten Betriebsjahren wurde die Strecke mit Diesellokomotiven der DB-Baureihen 290 und 294 bedient.